# Venus von Savignano
Die Venus von Savignano ist eine aus Serpentin angefertigte Venusfigurine aus dem Jungpaläolithikum, die 1925 in Savignano sul Panaro beim Ausbau eines Hauses in der Nähe von Modena in einer Tiefe von etwas über einem Meter entdeckt wurde. Dabei lässt sich keinerlei Fundzusammenhang zur Umgebung ermitteln. Sie wird heute im Museo Nazionale Preistorico Etnografico „Luigi Pigorini“ in Rom aufbewahrt (Inventarnummer 106610).
Mit 22,1 cm und einem Gewicht von 586,5 g ist sie eine der größten bekannten Venusfiguren, von denen etwa 190 in das Jungpaläolithikum Europas und Sibiriens datiert wurden. Sie stammt aus dem so genannten „Statuetten-Horizont“ des Gravettien und ist wahrscheinlich zwischen 20.000 und 25.000 Jahre alt, gelegentlich wird sie auch auf ein Alter von 29.000 Jahren datiert.

## Datierung
Diese Datierung war allerdings von Anfang an umstritten, da die Figurine nach der Entdeckung gereinigt wurde, und damit alle organischen und damit mittels gängiger Methoden datierbaren Spuren zerstört wurden. Die Ehefrau des Entdeckers Olindo Zambelli hatte ihm sogar geraten, den „alten Stein“ wegzuwerfen. Da es zu dieser Zeit keine jungpaläolithischen Funde in Nordostitalien gab, nahm eine Gruppe von Archäologen unter Führung von Ugo Antonielli, dem Direktor des römischen Museums, das die Figurine bis heute birgt, 1926 an, dass sie aus dem Neolithikum stammt. Einer der ersten, der die Figurine untersucht und beschrieben hatte, war Paolo Graziosi gewesen, der Sohn des Zweitbesitzers Giuseppe Grazioso. Aufgrund stilistischer Vergleiche mit anderen Venusfigurinen – wie denen von Chiozza di Scandiano (Reggio), vom Lago Trasimeno und den aus Balzi-Rossi-Höhlen bei Ventimiglia – kam man zu dem Ergebnis, dass die Figurine jungpaläolithisch sein musste. So hieß es bereits 1935 in den Atti della Società Italiana per il Progresso delle Scienze, sie sei „sicuramente paleolitica“ (S. 337). Paolo Graziosi kam in seiner übergreifenden Darstellung zur paläolithischen Kunst erneut aufgrund dieser Ähnlichkeiten 1956 zum selben Ergebnis. Margherita Mussi glaubte erkennen zu können, dass der Künstler, ähnlich wie Michelangelo, der Maler und Bildhauer der Renaissance, das im Ausgangsmaterial liegende Potential nur freigesetzt habe.

## Beschreibung

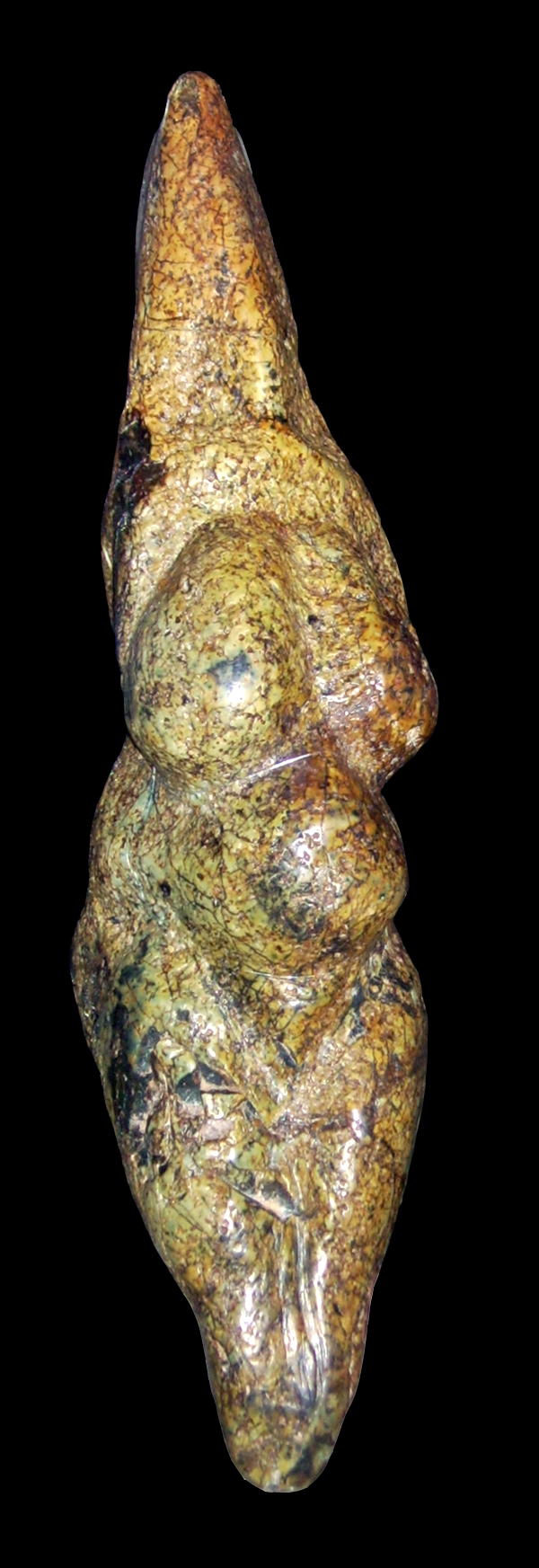
Vorderansicht

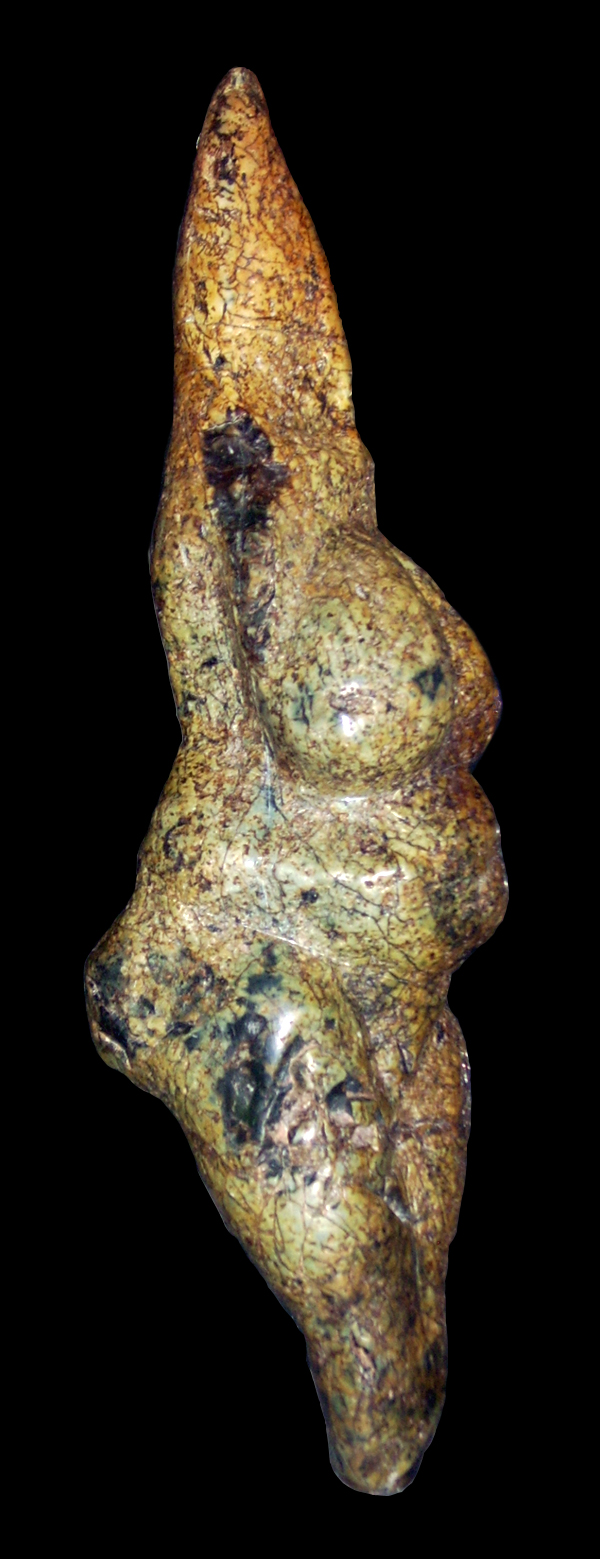
Profil

Die Venus von Savignano, die bis auf jüngst zugefügte Schäden, die jedoch sehr gut repariert werden konnten, in vollkommenem Erhaltungszustand ist, weist eine Höhe von 221 mm auf, ist bis zu 50 mm breit, bis zu 55 mm dick und wiegt 585 g. Mittels Röntgenbeugung konnte im römischen Istituto Centrale per il Restauro das Ausgangsmaterial als Steatit nachgewiesen werden. Außerdem konnten Mineralien aus der Chloritgruppe festgestellt werden, ebenso wie Spuren von Eisenoxid. Nicht nachgewiesen werden konnte Talk.
Die Oberfläche variiert farblich von bräunlich, insbesondere im Bereich des „Kopfes“ (estremità prossimale) und der linken Seite, sowie grünlich, besonders an den „Beinen“ (estremità distale) und der rechten Seite. Der rechte Arm und die linke Flanke sind hingegen schwärzlich.
Die Figurine besteht an ihren Enden aus zwei länglichen, konisch zulaufenden Elementen. Am oberen Ende des unteren dieser Elemente beginnt der Unterleib mit einem ausladenden Gesäß als eine starke Verdickung, die beinahe symmetrisch zum Gegenstück angeordnet ist, das die Brüste repräsentiert. Die Arme sind kaum angedeutet, die Beine stark vereinfacht und stilisiert.
In der Vorderansicht ist die Venus nicht völlig symmetrisch. Die rechte Brust und noch mehr das rechte Bein sind deutlich dicker gestaltet. Die linke Seite ist stärker kurvig geformt, was den Eindruck einer Beugung hervorruft. Dieser Eindruck wird durch die Furche zwischen den Beinen verstärkt, deren Symmetrieachse nach links verlagert ist.
Der obere Konus endet in einer abgerundeten Form, die jedoch von vorn nach hinten abgewetzt (affilata) und abgeflacht ist. Auf der Vorderseite ist er durch eine Vertiefung betont, die sich bis in Schulterhöhe zieht, wo sie diese beiden anatomischen Elemente durch Krümmung nach auswärts hervorhebt. Die anatomisch zu erwartenden Schultern sind dabei durch keinerlei weitere Elemente der Figurine erkennbar. Die Vertiefung setzt sich weiter nach unten fort, bis sie den oberen Rand eines gleichschenkligen Dreiecks bildet.
An der Basis dieser dreieckigen Zone befindet sich die Wurzel der Brüste, die groß, birnenförmig und eindeutig voneinander getrennt sind. In Fortsetzung der Dreieckszone besteht eine abgeflachte, längliche Zone an den beiden Seiten der Brüste, die von der Seiten- und Rückenansicht den Eindruck von Armen vermittelt. Hände besitzt die Statue nicht. An ihren unteren Enden laufen die Brüste auseinander und bilden ein Dreieck, das von einer tiefen, horizontal verlaufenden Furche unterlegt ist.
Von dort aus wölbt sich ein Bauch vor, der sich genauso weit vorstreckt, wie die Brüste. Eine Vertiefung bildet den Bauchnabel. Auf der Rückseite des Bauches befindet sich ein abgeflachter, gegenüber dem Gesäß eingezogener Bereich, der sich Richtung Hüften ausdehnt und mit großer Genauigkeit bearbeitet wurde. Der Bauch grenzt sich gegenüber der darunter befindlichen Scham durch bloßes Zurücktreten ab.
Der Schamhügel tritt hervor, entbehrt jedoch weiterer anatomischer Details. Die Dreiecksform wird am oberen Rand durch die Grenze zum dort wieder zurücktretenden Bauch bestimmt, rechts und links durch zwei Furchen, die die Grenze zu den Oberschenkeln bezeichnen. Diese beiden Schenkel verlängern sich Richtung der Flanken. Rückseitig sind die Beine nur durch eine Rille getrennt, die sich weiter nach unten verliert. Knie sind nicht dargestellt, die Füße sind nur angedeutet. Der sich anschließende Konus ist weniger stark abgewetzt als der obere Konus, ebenfalls abgeflacht, ist aber linksseitig durch eine wenig formvollendete Facette gekennzeichnet.

## Herstellungsschritte, mögliche Ockerspuren
Die Grobbearbeitung erfolgte als erster Bearbeitungsschritt durch harte Schläge, die sich an der Oberfläche etwa in Form von konkaven Teilen der Oberfläche erkennen lassen. Danach erfolgten weiche Schläge (picchiettatura), die Facettierungen der Rohbearbeitung sind von großer Regelmäßigkeit, parallel ausgeführt und von geringer Tiefe, Spuren, die sich gelegentlich überschneiden. Die Oberfläche wurde durch Bewegungen entlang der Figurine, also longitudinal, geglättet. Während die konkaven Bereiche dabei nur wenig verändert wurden, wurden die konvexen Bereiche eingeebnet, da sie stärker exponiert waren. Einige hervorstehende Bereiche wurden abgehobelt, wohl indem die Figurine über eine raue Steinfläche gezogen wurde. So entstanden flache und glatte Facetten, durch die die Figurine besser im Gleichgewicht bleiben konnte. Dies galt insbesondere für die Seiten, nämlich an den Armen, dem Gesäß und am Oberschenkel. Polieren hinterließ feine, schlierenartige, quer verlaufende Streifen, häufig bogenförmig. Bei den rötlichen Spuren könnte es sich um Überreste von Ocker handeln, der sich insbesondere auf der linken Seite des konusartigen Zapfens nachweisen ließ, dann am rechten Arm sowie am äußersten Ende.

## Entdeckung, Aufbewahrungsort
Die Figurine wurde 2,5 km nordöstlich von Savignano im Tal des Panaro entdeckt, eines Nebenflusses des Po. Sie fand sich an einer Stelle, die als Ca' Pra' Martin bezeichnet wird und die an der Straße von Bologna nach Vignola liegt. Der Fundort stellt eine würmeiszeitliche Terrasse dar, die 10 m über der Umgebung und 106 m über dem Meeresspiegel liegt. Entdecker war der Arbeiter Olindo Zambelli, der sie 1925 bei Ausschachtungsarbeiten wahrnahm. Später berichtete er, die Form habe ihn weniger an eine Figur, als an eine alte Waffe erinnert. Er befragte den lokalen Tierarzt und den Gemeindesekretär, von dort aus erhielt der Bildhauer Giuseppe Graziosi Kenntnis von dem Fund. Er schrieb an Ugo Antonielli, den Direktor des römischen Reale Museo Preistorico Etnografico, des Königlichen Vorgeschichtlich-Völkerkundlichen Museums, er habe sich sogleich in die Figurine verliebt. Der Bildhauer nahm sie unter dem Versprechen einer Kompensation mit. Doch der Museumsdirektor erkannte sogleich, dass es sich um ein Unikat von unschätzbarem Wert handelte. Die Figurine wurde daraufhin unter dem Druck des Museumsleiters dem Staat als Kulturgut überantwortet.

## Wissenschaftliche und persönliche Auseinandersetzungen
Antonielli schickte dem Verantwortlichen der Regia Soprintendenza alle Antichità dell’Emilia, Salvatore Aurigemma, Fotografien der Figurine. Er bat ihn, an der Fundstelle eine wissenschaftliche Grabung vornehmen zu lassen. Er selbst habe bisher von einer Publikation in einem wissenschaftlichen Fachblatt Abstand genommen, da er dem Bildhauer Graziosi zugesagt habe, diese Aufgabe dessen Sohn zu überlassen. Dieser Sohn war kein Geringerer als der spätere Spezialist der urgeschichtlichen Kunst Paolo Graziosi. Aus dem Wettstreit um die Erstpublikation ergaben sich in der Folgezeit erhebliche Spannungen. Antonielli publizierte seine Ergebnisse Ende 1925, Anfang 1926 als erster. Paolo Graziosis Manuskript wurde hingegen vom Bollettino d'Arte abgelehnt. So kam es erst 1926 zu Graziosis Publikation, nämlich im Archivio per l’Antropologia e l’Etnologia von 1924, das aber erst zwei Jahre später gedruckt wurde, wenn nicht sogar erst 1927. Nach Darstellung des Autors war dieser Publikation eine Präsentation bei der Società Italiana di Antropologia e Etnologia am 3. März 1926 vorangegangen. Daraufhin sei der vorangekündigte Beitrag von Antonielli im Bullettino di Paletnologia Italiana erfolgt – ebenfalls 1925 datiert, jedoch erst 1926 erschienen. 1926 bis 1928 erfolgten allein vier weitere Veröffentlichungen zu dem Fund aus der Feder Antoniellis. Graziosi seinerseits publizierte nun einen Artikel im Archivio per l’Antropologia e l’Etnologia, wiederum 1925 datiert, jedoch erst 1927 gedruckt. Im Hintergrund schwang dabei der Streit zwischen der Toskana und Rom mit, in dem erstere Schule annahm, das Jungpaläolithikum sei auch in Italien eine unabweisbare Realität gewesen, während für die Opponenten aus Rom das Neolithikum auf das Moustérien folgte, mit Ausnahme weniger „grimaldianischer“ Fundstätten vom äußersten Ende des Paläolithikums.
1927 attackierte Aldobrandino Mochi den Museumsdirektor mit dem Argument, er habe einem aufstrebenden jungen Wissenschaftler die Möglichkeit genommen, die Erstveröffentlichung zu einem so bedeutenden Stück zu schaffen. Antonielli war überrascht von der Vehemenz dieses Angriffs, unterstellte jedoch seinerseits die Revanche der Graziosi, die den Verlust der Figurine ebenso wenig verschmerzt hätten, wie die wissenschaftliche Gemeinde der Toskana, da sich die Figurine ja nunmehr in Rom befand.
Für Antonielli, der der Schule Pigorinis angehörte, war es erforderlich, den Nachweis einer Einordnung ins Neolithikum zu erbringen. Dafür sprachen nach seiner Ansicht drei Aspekte. Zum einen war die Figurine poliert, was seiner Auffassung nach nicht zum Paläolithikum passte. Zum anderen passte die Venus nicht zu anderen Figurinen, die er als vorneolithisch betrachtete, und schließlich die Tatsache, dass es zwar neolithische Artefakte im Raum um Savignano, den Fundort der Figurine gab, aber keine aus dem Paläolithikum. Doch mit diesen schwachen Argumenten zog Antonielli die Kritik beinahe der gesamten Wissenschaft auf sich. Gerade die Ähnlichkeiten mit paläolithischen Funden, wie der Pulcinella (Balzi Rossi), sprach doch eher für ein höheres Alter. Antonielli zog sich aus der Debatte zurück und räumte in einem letzten Beitrag ein, er sei auf wenig Konsens gestoßen. Es erkenne an, dass es vorzuziehen sei, die Venus dem Pleistozän zuzuordnen.
Sie wurde in Savignano vom 5. April bis 4. Mai 2014 ausgestellt und sollte das Projekt „Savignano, Città dell’Archeologia“ über die Grenzen des Ortes hinaus bekannt machen. Das Haus gab der Figurine ein Alter von 28.000 Jahren. Die Ausstellung verzeichnete 3.215 Besucher, obwohl das Museum, abgesehen vom Wochenende, nur jeweils vormittags geöffnet war.

## Ausgrabungen
Schon Antonielli hatte die Regia Soprintendenza alle Antichità dell'Emilia aufgefordert, an der Fundstelle Grabungen vorzunehmen, doch wurde diese Frage durch den Streit zwischen ihm und den Graziosi zunächst überlagert. Wie Margherita Mussi im Jahr 2005 feststellte, standen der Rekonstruktion dieser Vorgänge vier Dokumente zur Verfügung, nämlich ein maschinenschriftlicher Bericht vom 8. Mai 1926, unterzeichnet mit „G. C. Montanari“, ein ebensolcher Bericht unter demselben Datum von „A. Negrioli“ unterzeichnet, dem Inspektor der Soprintendenza, dann eine unsignierte und undatierte Schrift, die wahrscheinlich von einem der Ausgräber stammte, nämlich von A. Pedrazzi vom Museo civico di Modena, und schließlich eine Planimetrie der Grabungszone, die wiederum von einem oder mehreren der Beteiligten stammt. Die Grabung fand vom 22. April bis zum 28. Mai 1926 statt. Mittels fünf Gräben versuchte man sich möglichst nah an die Fundstätte heranzugraben. Dabei wurden mehr als 60 m³ Erde entfernt und bis über 2 m tief gegraben.
Es fanden sich zwischen der Oberfläche und einem Abschnitt in 15 bis 70 cm Tiefe Ackerboden, einige Tonscherben, eine napoleonische Münze und Zähne, die möglicherweise von Schweinen stammten. Unterhalb der nachfolgenden Lehmschicht, zunächst gelblich, dann rötlich gefärbt, und von unterschiedlicher Stärke, mit eisen- und manganhaltigem Sinter wiederum, in 1,06 bis 1,85 m Tiefe fand sich steiniges Material, partiell lakunär, gleichfalls von schwankender Stärke. Nur im tiefsten Graben, als vierter Schicht, und bis in 2,35 m Tiefe, fand sich gelblicher Lehm, vermischt mit Sand (so im Negrioli-Bericht beschrieben), wohl aber eher eine Schuttschicht überlagert von Lehm oder Mergel (so im laut Mussi akkurateren Pedrazzi-Bericht). Keiner der Berichte enthält einen einzigen Hinweis auf prähistorische Funde. Dabei konnte Negrioli, der anderen Verpflichtungen zu obliegen hatte, die Grabungsstätte bestenfalls gegen Ende aufsuchen. Montanari, der ihn vertrat, und der seine Arbeit in der Soprintendenza gerade erst begonnen hatte, war von völlig unklarer Qualifikation.
Die Venus war während des Baues eines Stalles in etwa 1,2 bis 1,4 m Tiefe entdeckt worden, nämlich am Nordwestrand dieses Baues, womit der Fundort zwischen Graben 1 und 5 lag. Dementsprechend fanden sich gelbliche Lehmspuren an der Figurine, wie sich auf den ältesten Fotos, also vor der Reinigung der Statue, erkennen lässt. Anhand des guten Erhaltungszustands der Fiurine lässt sich ein längerer Transport durch Wasser, oder aber eine Lagerung in scharfkantigem Geröll ausschließen. Die Schicht, in der sie gefunden wurde, wurde am Panaro vor etwa 30.000 Jahren abgelagert.